# Grenouille volante
Taxons concernés
Les Grenouilles volantes sont des grenouilles arboricoles du Sud-Est asiatique qui possèdent des palmures très développées entre les doigts, en plus de celles entre les orteils, ces dernières quasi généralisées. Cela leur permet de planer lorsqu'elles sautent d'arbre en arbre pour échapper à leurs prédateurs. Elles ne produisent pas réellement un vol, toutefois ne sont classées sous ce vocable que les espèces aptes à chuter avec un angle inférieur à 45° par rapport à l'horizontale. D'autres grenouilles se laissent tomber mais il s'agit alors plus d'un vol "parachuté" dont l'angle est supérieur à 45°.

## Quelques espèces concernées
- Rhacophorus dulitensis
- Rhacophorus nigropalmatus
- Rhacophorus pardalis
- Rhacophorus reinwardtii
- Rhacophorus suffry
- Rhacophorus vampyrus
- Rhacophorus helenae